# Логістичний провайдер
Логістичний провайдер — компанія, яка виконує частину або весь комплекс логістики для клієнта. До чотирьох основних логістичних функцій належить: транспортування, складування і вантажоперероблювання, оброблення замовлень, управління запасами. Послуги логістичних провайдерів спрямовані на загальне управління транспортуванням і зберіганням вантажів.
Галузь роботи логістичних провайдерів називають контрактною логістикою.

## Види логістичних провайдерів
У міжнародній логістичної термінології прийняті наступні позначення компаній, що здійснюють сервіс для виробників, постачальників і продавців товарів: 1PL, 2PL, 3PL, 4PL. При цьому, PL — party logistics (англ.) Перекладається дослівно як «сторона логістики».
- 1PL (First Party Logistics) — це автономна логістика, всі операції виконує сам власник вантажу;
- 2PL (Second Party Logistics) передбачає, що компанія надає традиційні послуги по транспортуванню і управлінню складськими приміщеннями;
- 3PL (Third Party Logistics) в перелік послуг такого оператора входить складування та додаткові послуги, а також використання субпідрядників;
- 4PL (Fourth Party Logistics) — інтеграція всіх компаній, які задіяні в ланці постачання вантажів. Такий провайдер вирішує завдання, що пов'язані з плануванням, управлінням і контролем всіх логістичних процесів компанії-клієнта з врахуванням довготермінових стратегічних цілей.
- 5PL (Fifth Party Logistics) — система, яка представляє собою інтернет-логістику — це планування, підготовка, управління і контроль за всіма складовими єдиного ланцюга транспортування вантажів за допомогою електронних засобів інформації.